# Convento

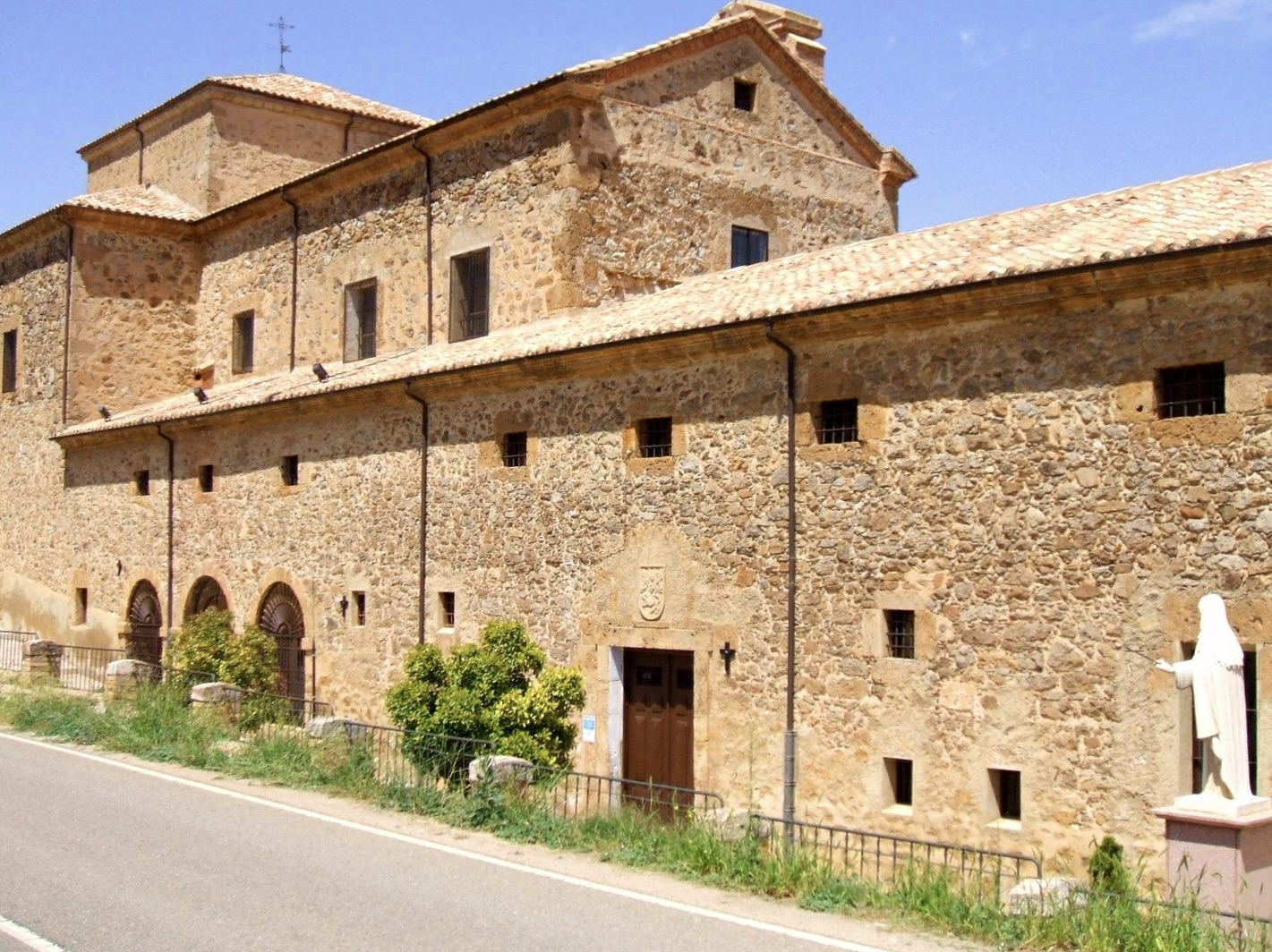
El Convento de la Concepción de las Madres Concepcionistas de la ciudad de Ágreda, España.

Un convento (del latín conventus, ‘congregación’) es el establecimiento religioso ocupado por una comunidad compuesta por clérigos regulares, sean hombres o mujeres. En el contexto de la religión católica, se denomina así el conjunto formado por el edificio donde viven congregaciones y el conjunto de frailes o monjas de las distintas órdenes mendicantes (franciscanos, dominicos, carmelitas, agustinos) que lo ocupan. Se desarrollaron a partir del siglo xiii, época de consolidación de las ciudades, de las universidades y de las órdenes mendicantes.
La Real Academia Española anota que puede usarse como sinónimo de monasterio, y puede asociarse al contexto físico, como edificio, de otros términos relacionados como abadía, cenobio, convento, monasterio, priorato, e incluso clausura/claustro, colegiata e internado religioso. Pero ha de señalarse que no son términos estrictamente sinónimos, ya que, mientras que los miembros de un convento (sus frailes) llevan una vida mixta entre la contemplación y el apostolado activo ("viviendo en el mundo", involucrados en la caridad, la enseñanza y el proselitismo), los habitantes de un monasterio (que no son frailes, sino monjes, estrictamente hablando) profesan una vida puramente contemplativa, haciéndose la distinción entre las órdenes mendicantes que ocupan los conventos, y las órdenes propiamente monásticas. Fruto de esta motivación diferenciada, los monasterios suelen hallarse en entornos apartados y rurales, mientras que los conventos son más propios de un contexto urbano.

## Historia
Asociado quizá en su origen a la idea o filosofía del encuentro (de «cum venire», "encontrarse"), el origen de los conventos se registra a partir del siglo xiii como establecimientos de actividad religiosa en Occidente de las llamadas órdenes mendicantes, que a diferencia del cenobita no se apartaban de la gente sino que vivían entre ellas con la misión de predicarles su credo.

### En España
En España, y tomando como modelo la ciudad de Madrid, entre el siglo xvi y el xix, las conventos y monasterios poblaron gran parte del espacio de la villa histórica, los arrabales y el perímetro exterior inmediato. En 2007 se catalogaban todavía «37 monasterios madrileños –34 de ellos femeninos–, donde habitaban entonces 515 monjas y 50 monjes de clausura».

## Arquitectura
En la arquitectura de un convento destacan el templo, iglesia o capilla, y espacios recoletos al aire libre como el claustro. El edificio o conjunto de edificios suele incluir además comedor o refectorio y una sala de reuniones o sala capitular, celdas o pequeños aposentos privados para sus habitantes, además de cocinas, almacenes, y primitivamente, huerto.